# Isoquinoléine
L'isoquinoléine est un composé organique aromatique hétérocyclique de formule chimique C9H7N. C'est un analogue de la quinoléine, pour lequel l'atome d'azote est en position 2.